# Bílý mys
Bílý mys (arabsky الرأس الأبيض‎ Ra’s al Abyad) je mys, který byl tradičně považován za nejsevernější bod africké pevniny. Leží v Tunisku na okraji města Bizerta na pobřeží Středozemního moře. Severně od mysu se nachází ostrůvek Cani s majákem.
Roku 2014 byl jako skutečný nejsevernější bod Afriky stanoven nedaleký mys Angela, který sahá asi o půl úhlové minuty severněji než Bílý mys.